# Jhennifer Conceição
Jhennifer Alves da Conceição (Nova Friburgo, 13 de junio de 1997) es una nadadora profesional brasileña que se especializa en estilo braza y ha roto varios récords sudamericanos. Finalista en el Campeonato Mundial 2022 en los 50m braza. Integra el equipo LA Current de la Liga Internacional de Natación.

## Carrera
En el Campeonato Sudamericano de Natación Juvenil 2015, celebrado en Lima, ganó dos medallas de oro en la braza de 100 metros y en el relevo combinado de 4×50 metros.
En mayo de 2017, en el Trofeo María Lenk celebrado en Río de Janeiro, rompió el récord sudamericano en la braza de 50 metros con un tiempo de 30.63. En diciembre de 2017, en el torneo Open celebrado en Río de Janeiro, volvió a romperlo con un tiempo de 30.51.
En abril de 2019, en el trofeo de Brasil de 2019 , rompió dos veces el récord sudamericano en la braza de 50 metros: 30.50 en las eliminatorias y 30.47 en la final.
El 21 de junio de 2019, en el Sette Coli de 2019 en Roma, rompió el récord sudamericano en la braza de 100 metros, con un tiempo de 1: 07.64.
El 26 de junio de 2021, en el Trofeo Sette Colli, batió el récord sudamericano en los 50 metros braza, con un tiempo de 30,40.

### Juegos Panamericanos
En los Juegos Panamericanos de 2015, en Toronto (Canadá), ganó una medalla de bronce en el relevo combinado de 4×100 metros, junto con Etiene Medeiros, Daynara de Paula y Larissa Oliveira. También compitió en braza de 100 metros, donde clasificó quinta en las eliminatorias, pero fue descalificada en la final.
En los Juegos Panamericanos de 2019, celebrados en Lima, ganó una medalla de oro en el relevo combinado de 4 × 100 metros (participando en las eliminatorias) y una medalla de bronce en el relevo combinado de 4 × 100 metros femenino. Ella también terminó 5º en la braza de 100 metros.

### Campeonato Mundial en Piscina Corta
En el Campeonato Mundial de Natación en Piscina Corta de 2021 en Abu Dhabi, Emiratos Árabes Unidos, terminó novena en los 50 m braza.

### Campeonato Mundial
En el Campeonato Mundial de Natación de 2015, en Kazán, finalizó 14º en el relevo combinado femenino de 4×100 metros, 21º en la braza de 50 metros y 36º en la braza de 100 metros.
En el Campeonato Mundial de Natación de 2022 celebrado en Budapest, se clasificó para la final de 50 m braza con un tiempo de 30,28, un nuevo récord sudamericano. Terminó octava en la final, siendo la primera vez que una sudamericana llega a la final de este evento en Campeonatos del Mundo.

### Juegos Olímpicos
En los Juegos Olímpicos de Río de Janeiro 2016, compitió en el relevo combinado femenino de 4×100 metros junto a Natalia de Luccas, de Paula y Oliveira. El equipo brasilero, único representante de América del Sur, terminó en la decimotercera posición y Conceição hizo un tiempo de 1:08.23.

## Liga Internacional
Desde 2019 integra a LA Current, una de las franquicias estadounidenses de la Liga Internacional de Natación. Ese año el equipo terminó cuarto.

## Piscina corta
En el Trofeo José Finkel 2016, rompió el récord sudamericano en la braza de 50 metros: con un tiempo de 30.31.
En el Trofeo José Finkel 2018, volvió a romper el récord sudamericano en la braza de 50 metros: con un tiempo de 30.00. En la braza de 100 metros hizo lo mismo: con un tiempo de 1:05.69.